# Phyllanthus deciduiramus
Phyllanthus deciduiramus är en emblikaväxtart som beskrevs av Albert Ulrich Däniker. Phyllanthus deciduiramus ingår i släktet Phyllanthus och familjen emblikaväxter. Inga underarter finns listade i Catalogue of Life.